# East Linton
East Linton ist eine Ortschaft in der schottischen Council Area East Lothian. Sie liegt am linken Ufer des Tyne rund 35 Kilometer östlich von Edinburgh und 5 Kilometer westlich von Dunbar.
Rund zwei Kilometer nördlich befindet sich das Herrenhaus Newbyth Old Mansion. Drei Kilometer nordöstlich liegt Tyninghame House.

## Geschichte
Vermutlich waren es die Earls of Dunbar, welche die zwei Kilometer südlich gelegene Festung Hailes Castle im 13. Jahrhundert errichteten. Als Cromwells Truppen die Burg 1650 schleiften, befand sie sich im Besitz der Hepburns. Für die Entwicklung East Lintons bedeutend war eine Brücke, auf welcher die Fernstraße London–Edinburgh (die heutige A1) den Tyne querte. Um den Rückzug englischer Truppen zu verhindern, sprengten französische Einheiten 1547 das Bauwerk. Die heutige East Linton Bridge entstand bis spätestens 1560 am selben Standort.
Am Standort der heutigen Prestonkirk Parish Church wurde bereits 1127 ein dem Heiligen Baldred geweihtes Kirchengebäude beschrieben. Fragmente einer früheren Kirche sind in die heutige Prestonkirk Parish Church integriert. Diese stammen laut Historic Scotland jedoch aus dem 13. Jahrhundert. Die Prestonkirk Parish Church entstand in den 1770er Jahren und wurde an den Glockenturm angebaut, der aus dem 17. Jahrhundert stammt.
Zur Versorgung der Umgebung befand sich am Nordostrand East Lintons seit dem 12. Jahrhundert eine Mühle, die heutige Preston Mill, deren Betrieb 1959 aus wirtschaftlichen Gründen eingestellt wurde.
Im Laufe des 19. Jahrhunderts stieg die Einwohnerzahl East Lintons an. So wuchs die Ortschaft von 715 Einwohnern im Jahre 1831 innerhalb von 50 Jahren auf 1042 Personen an. Nachdem im Jahre 1961 noch 1579 Einwohner in East Linton gezählt wurden, sank die Zahl zunächst signifikant ab, um dann zum Ende des Jahrhunderts wieder anzusteigen. Bei der Zensuserhebung 2011 lebten in East Linton 1731 Personen.

## Verkehr
Die Fernstraße London–Edinburgh verlief einst durch East Linton. Heute umgeht die aus dieser resultierende A1 die Ortschaft ebenso südlich wie ihre Entlastungsstraße, die A199.
1846 erhielt East Linton einen zunächst „Linton“ getauften Bahnhof entlang der East Coast Main Line der North British Railway. Die Strecke tangiert die Ortschaft, der Bahnhof wurde jedoch 1964 geschlossen. Am 13. Dezember 2023 wurde der regelmäßige Bahnverkehr wieder aufgenommen.
Mit dem Flughafen Edinburgh befindet sich ein internationaler Verkehrsflughafen rund 45 Kilometer westlich.